# Autorail Pauline

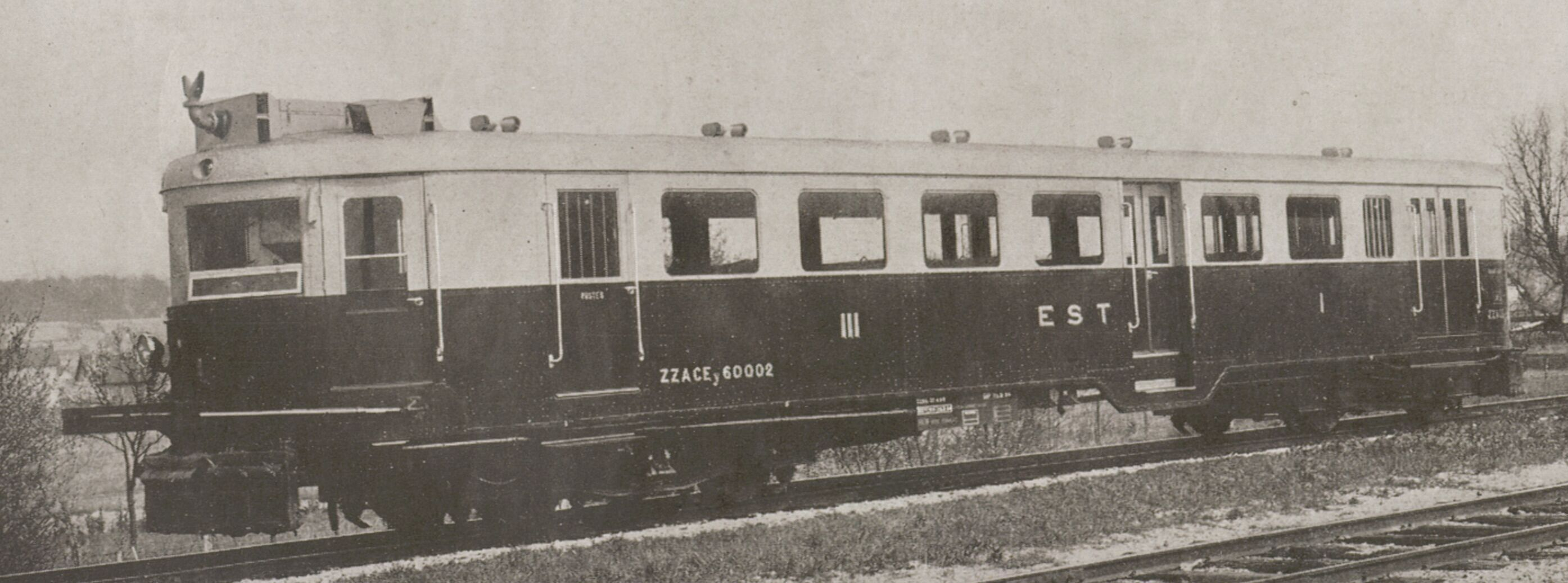
Pauline Typ 3 N der Compagnie des chemins de fer de l’Est

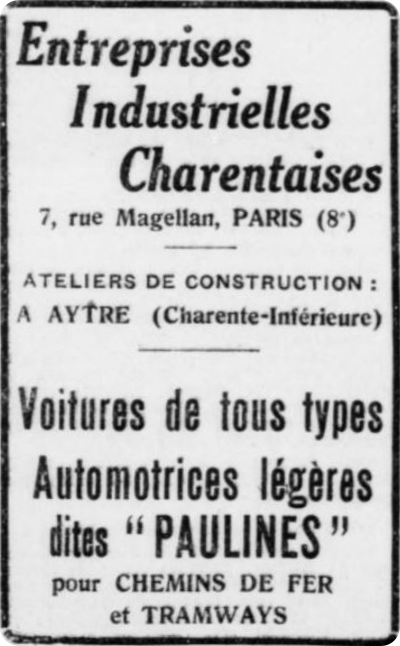
Werbung für Triebwagen des Typs Automotrice Pauline

Die Bezeichnung Autorail Pauline (auch: Autorail Charentaise, Automotrice Pauline) umfasst mehrere Baureihen zwei-, drei- und vierachsiger Triebwagen, die in den frühen 1930er Jahren für verschiedene französische Eisenbahnunternehmen gebaut und nach deren Verstaatlichung von der SNCF übernommen wurden. Sie stellen die erste Bauart von Dieseltriebwagen – und zudem die ersten aerodynamisch gestalteten Schienenfahrzeuge – in Frankreich dar. Ihr Name bezieht sich auf Jean-Raoul Paul, den damaligen Direktor der Bahngesellschaft Compagnie des chemins de fer du Midi (Midi). Mit dem Ausbruch des Zweiten Weltkriegs wurden die meisten „Paulines“ abgestellt.

## Vorgeschichte
In einer Zeit, in der die Eisenbahn bereits der harten Konkurrenz durch Kraftfahrzeuge ausgesetzt war, suchten Industrie und Bahnunternehmen nach günstigeren Alternativen zum kostspieligen Einsatz von mit Dampflokomotiven bespannten Zügen auf Nebenstrecken. Die Firma Michelin stellte 1931 den ersten Prototyp eines gummibereiften Leichttriebwagens vor (→ Micheline). Für die Bahngesellschaft Midi entwickelte André Ménétrier im Auftrag Pauls das Lastenheft für einen leichten zweiachsigen Triebwagen, der anders als frühe Schienenbusse (→ Georges Tartary) erstmals von einem Dieselmotor angetrieben wurde. Er sollte unkompliziert und kostengünstig ca. 60 Fahrgäste befördern können.

## Typ 1 (Prototyp)

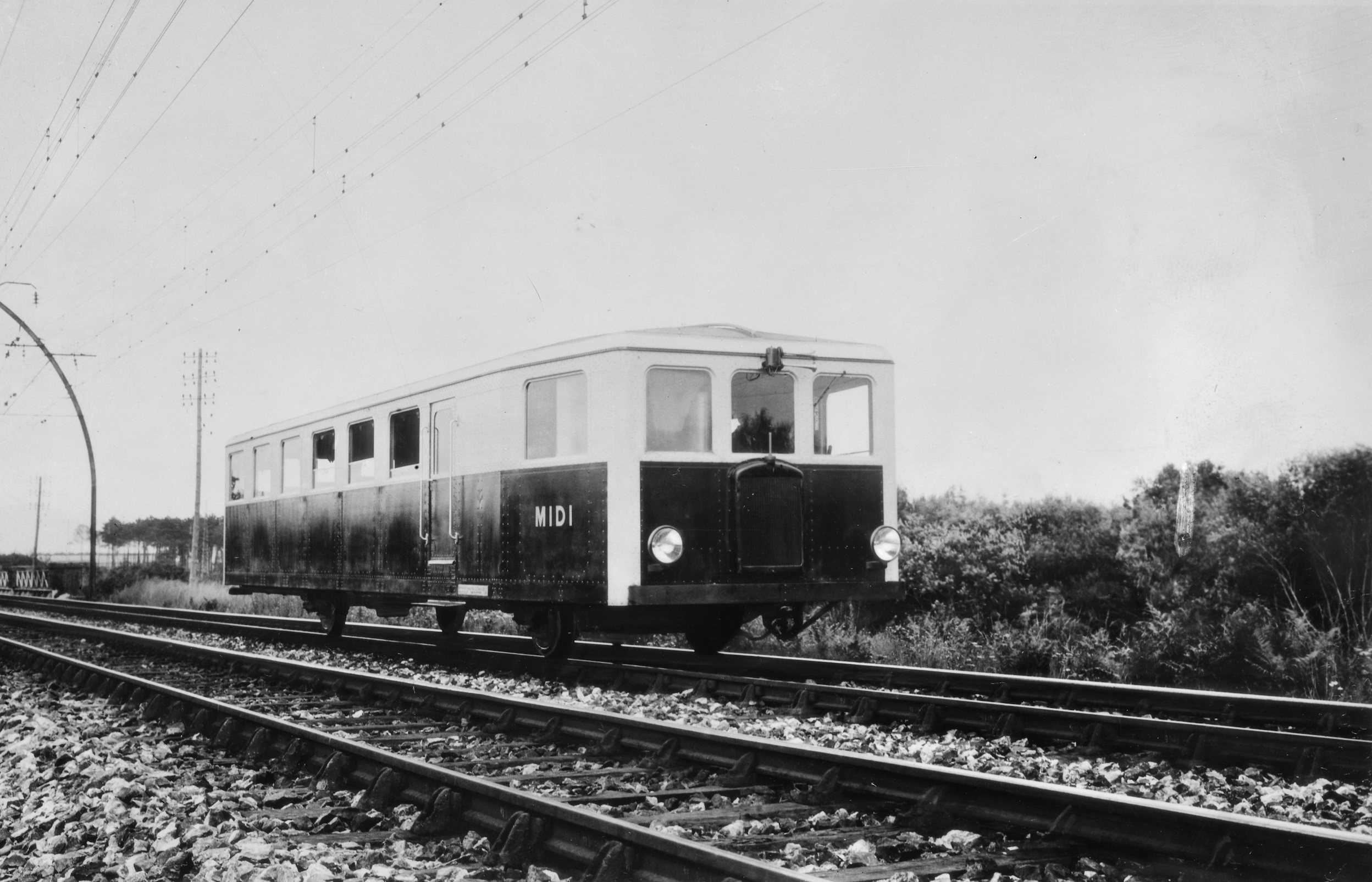
Pauline-Prototyp ZZt 23501 auf der Strecke (1931)

1930 gab die Midi das als Typ 1 bezeichnete Prototypfahrzeug in Auftrag, gebaut wurde es von den Entreprises Industrielles Charentaises (EIC) in Zusammenarbeit mit der Compagnie Lilloise de Moteurs (CLM) und der Société de l’Aluminium Français. Nach ausführlichen Probefahrten wurde es im September 1931 an die Midi übergeben, die es als ZZt 23501 führte und im folgenden Monat der Öffentlichkeit vorstellte.
Den Anforderungen des Lastenhefts entsprechend wurde der Triebwagen möglichst leicht gebaut. Sein röhrenförmiger Wagenkasten bestand aus Profilen und Blechen aus Duraluminium. Dank dieser Bauweise war er verwindungssteif und seine Masse niedrig. Die Leistung des Motors – und damit sein Gewicht – konnte so, bei dennoch guten Beschleunigungswerten, gering gehalten werden. Aus demselben Grund wurde auf einen zweiten Führerstand verzichtet, weshalb das weiß und grün lackierte Fahrzeug auf Drehscheiben gewendet werden musste. Die zunächst verwendeten gusseisernen Backenbremsen wurden bald durch Trommelbremsen ersetzt, was die Fahrzeugmasse weiter reduzierte. Die 61 Sitzplätze des ungeteilten Fahrgastraums bestanden aus lackiertem Sperrholz in Form von Bänken beiderseits eines Mittelgangs. Die Leermasse pro Fahrgast betrug lediglich 116 kg, was einen Rekordwert darstellte.
Der nur 480 kg schwere Dreizylinder-Zweitaktmotor des Typs 85 LC 3 entstand bei CLM in Lizenz der Firma Junkers. Bei einer Drehzahl von 1500 min−1 hatte er eine Nominalleistung von 80 PS.

## Typ 2

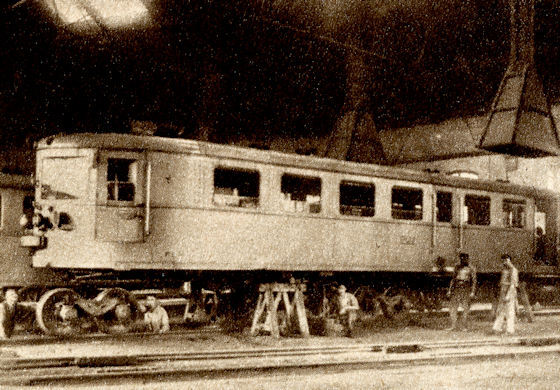
Pauline Typ 2 in der Werkstatt der PLM in Alès

Im Jahr 1931 lobte die Compagnie des chemins de fer de Paris à Lyon et à la Méditerranée (PLM) einen Wettbewerb um Dieseltriebwagen aus. Acht Unternehmen wurden aufgefordert, entsprechende 40 bis 60 Sitzplätze aufweisende Konzepte zu entwickeln. Daraus resultierte für die EIC ein Auftrag über vier Triebwagen des Typs Pauline, von denen aber nur zwei tatsächlich erworben wurden. Deren auffälligstes Merkmal war eine – im Gegensatz zum Typ 1 – nach der Art eines Schiffsbugs spitz zulaufende, gefälligere und aerodynamisch günstigere Frontgestaltung. Zudem waren sie länger und wiesen vorn ein Drehgestell auf, was das Gewicht ebenfalls erhöhte. Das Wenden der dreiachsigen Einrichtungsfahrzeuge erfolgte ebenfalls auf Drehscheiben, oder aber auch mittels eines speziellen Wagens, mit dem das einachsige Heck angehoben und um die Drehgestellachse um 180 ° gedreht werden konnte. Die als Typ 2 bezeichneten Triebwagen erhielten die Betriebsnummern ZZC F 101 und 102.
Auch die Administration des chemins de fer d’Alsace et de Lorraine (AL) erwarb eine Pauline des Typs 2, die als ZZr 1 im März 1933 in Betrieb genommen wurde. Im September 1937 wurde sie an die PLM verkauft und dort als ZZC F 103 geführt.
Die 14, 6 m langen Triebwagen des Typs 2 hatten eine Masse von 9,5 t, sie wiesen 60 Sitzplätze und ein 6 m² großes Gepäckabteil auf. Bei einer Leistung von 80 PS erreichten die einmotorigen Fahrzeuge eine Geschwindigkeit von 90 km/h in der Ebene.

## Typ 2 bis

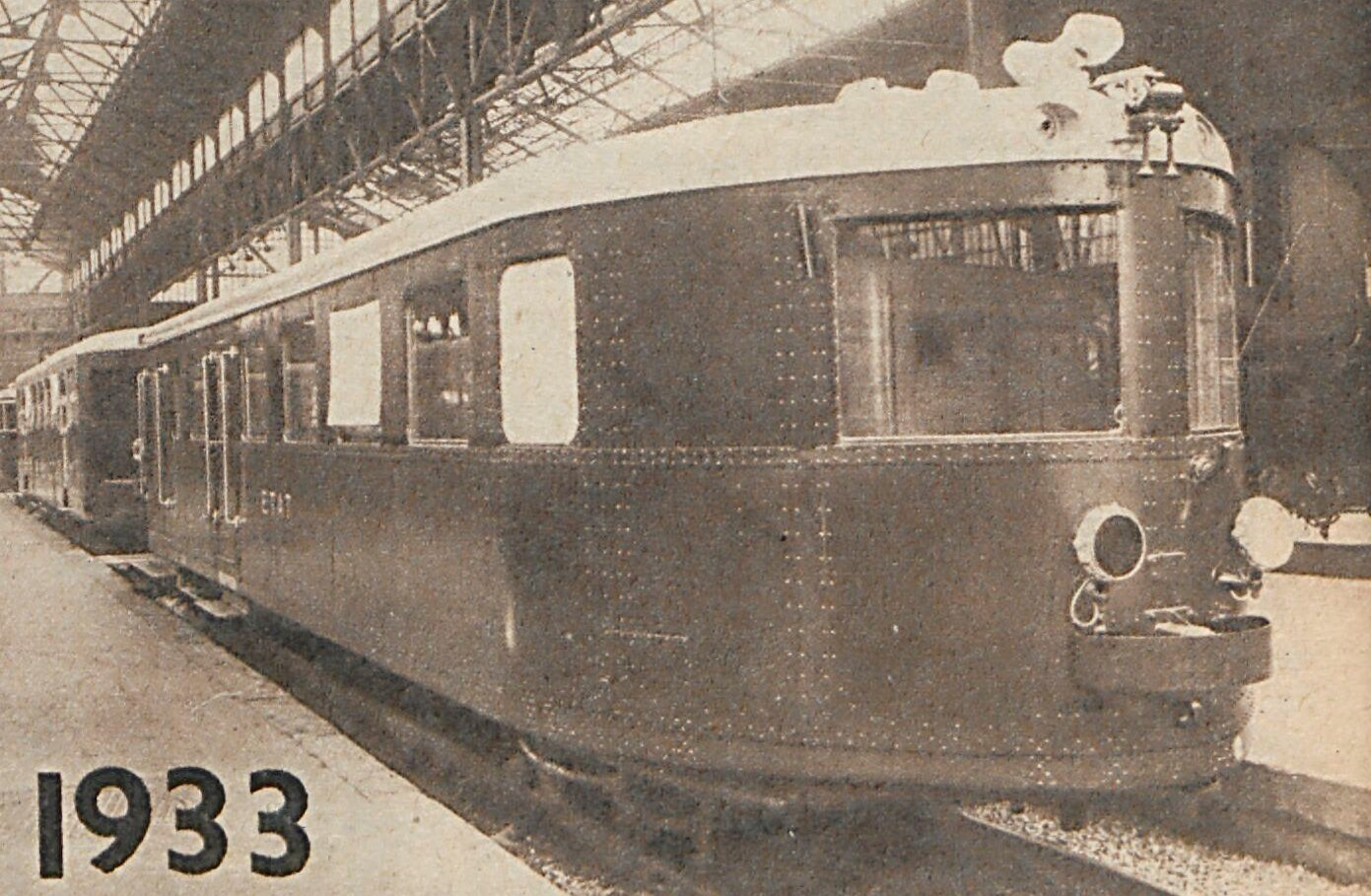
Pauline Typ 2 bis bei der Vorstellung im Bahnhof Paris-Saint-Lazare

Da sich der Prototyp bewährte, bestellte der Conseil général des Départements Landes zehn normalspurige und drei meterspurige Fahrzeuge dieser Bauart. Die davon tatsächlich gebauten wurden, anders als der Typ 2, als vierachsige Fahrzeuge ohne Drehgestelle ausgeführt und als Typ 2 bis bezeichnet. Die spitz zulaufende Form des Bugs wurde vom Typ 2 übernommen. Mit insgesamt 16 Fahrzeugen war der Typ 2 bis die erfolgreichste Bauart der „Paulines“.
Im April 1933 erhielt die Administration des chemins de fer de l’État (ÉTAT) vier Triebwagen dieses Typs (ZZ 24007, 24008, 24011 und 24012). Im folgenden Monat wurde einer davon im Pariser Bahnhof Saint-Lazare der Öffentlichkeit vorgestellt. Als größten Posten bezog die Midi acht Fahrzeuge des Typs 2 bis. Sie wurden als ZZtj 23601 bis 23608 nummeriert und bei der – bald darauf aus der Fusion der Midi mit der Compagnie du chemin de fer de Paris à Orléans (PO) gebildeten – PO-Midi als ZZEt 23601 bis 23608 bezeichnet.
Wie der Typ 2 waren sie 14,8 m lang, die Wagenkästen ruhten auf je zwei paarweise angeordneten Einzelachsen (Achsfolge 1AA1). Diese Bauweise minderte den Fahrkomfort, der Verzicht auf echte Drehgestelle reduzierte ihre Masse jedoch um mehrere Tonnen. Die Seitenverschiebbarkeit der beiden äußeren Laufachsen ermöglichte dennoch das Befahren von Radien von 100 m. Über vier hydraulische Kreisläufe wurden die Trommelbremsen von einem Bremshebel aus betätigt. Der 80 PS leistende Dieselmotor des Typs CLM 85 LC 3 wurde vom Prototyp 1 übernommen. Indes fand ein Minerva-Fünfganggetriebe ohne Rückwärtsgang Verwendung, das Rückwärtsfahren erfolgte mittels eines zwischen Motor und Getriebe eingebauten Wenders mit schrägverzahnten Zahnrädern. Zwei Kardanwellen führten zu den inneren Achsen der Pseudodrehgestelle.
Der Auspufftopf wurde auf dem Dach installiert, die beiden Kühler zunächst unter dem Wagenkasten an den Fahrzeugenden. Im Vergleich zum Typ 2 war die Zahl der Sitzplätze zugunsten eines Gepäckabteils von 9,5 m² auf 50 reduziert, das Leergewicht stieg auf 11,33 t.

## Typ 1 N

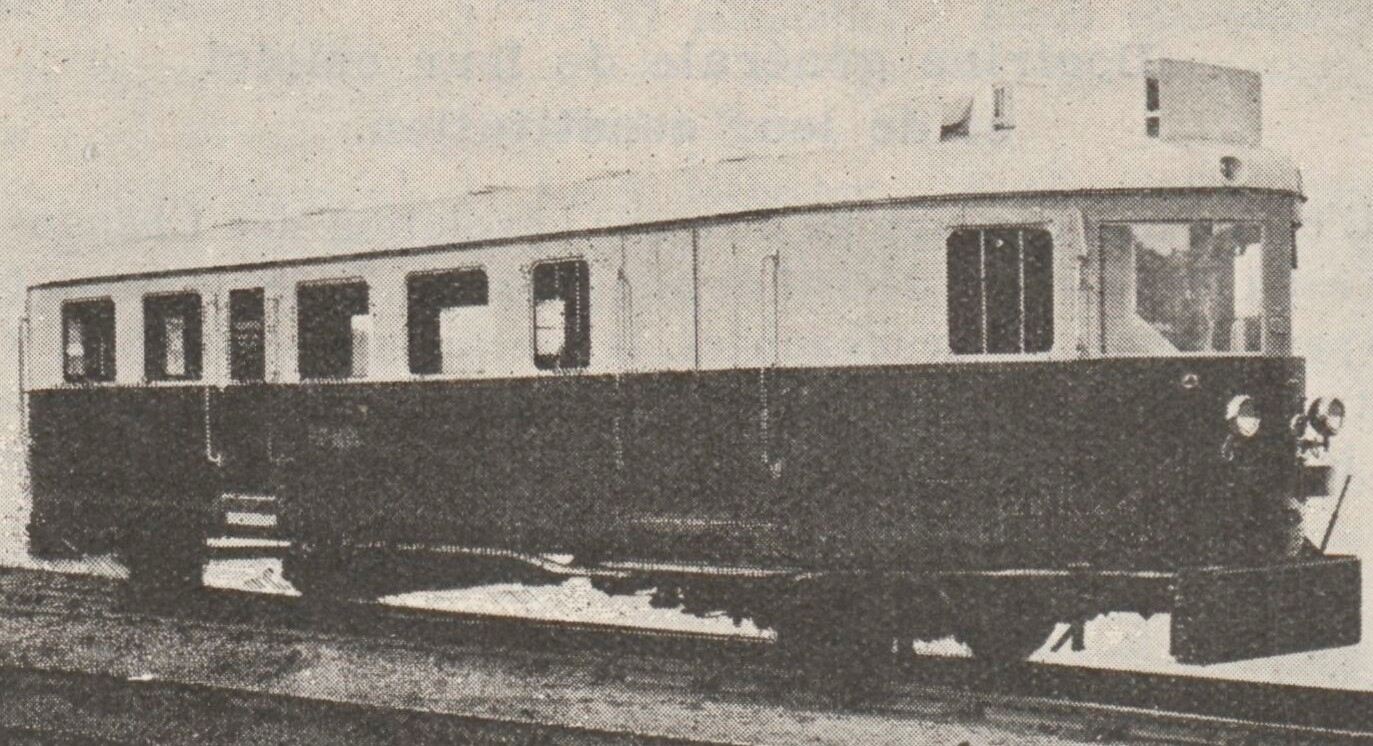
Zweiachsiger Typ 1 N der PO-Midi

Mit vier als Typ 1 N bezeichneten zweiachsigen „Paulines“ wurden in den Jahren 1934/35 nochmals zweiachsige Exemplare (ZZt 23511 bis 23514) von der Midi bestellt und als ZZEt 23311 bis 23314 an die PO-Midi ausgeliefert.
Im Gegensatz zum Prototyp handelte es sich um ein Zweirichtungsfahrzeug mit Führerständen an beiden Enden, deren äußere Form vom Typ 2 übernommen wurde. Es war 13,4 m lang und 7,5 t schwer, die angetriebene Achse (Achsfolge A1) befand sich auf der Motorseite. Der Motor des Typs Junkers CLM 85 L4 leistete 105 PS, die Zahl der Sitzplätze betrug 43.
Die SNCF, die die Triebwagen als ZZC 10111 bis 10114 in ihren Bestand einreihte, beabsichtigte 1943, die Typen 1 und 1 N an deutsche Kleinbahnen zu verkaufen, was jedoch nicht geschah; auch ein 1946 angedachter Umbau in Beiwagen erfolgte nicht.

## Typ 3 N
Vom Typ 3 N wurden nur zwei Exemplare gebaut. Mit 18,064 m waren die 1934 gebauten und in Betrieb genommenen Triebwagen länger als ihre Vorgänger. Abweichend von den anderen Serien ruhten sie auf zwei zweiachsigen Drehgestellen (Achsformel 1A’A1’), ihre Wagenkästen bestanden aus rostfreiem Stahl und einer Nickel-Chrom-Legierung. Als einzige Paulines wiesen sie keine Toiletten auf. Der 120 PS starke Motor war ein MAN-Lizenzbau von SGCM.
Im Jahr 1934 erhielt die Compagnie des chemins de fer de l’Est diese Fahrzeuge, die sie als ZZ 60001 und 60002 in ihren Bestand einreihte. Die SNCF führte sie als ZZC 1001 und 1002; nach einem Brand des ZZC 1002 im Jahr 1939 wurden beide 3 N 1940 verschrottet.

## Typ 4 N

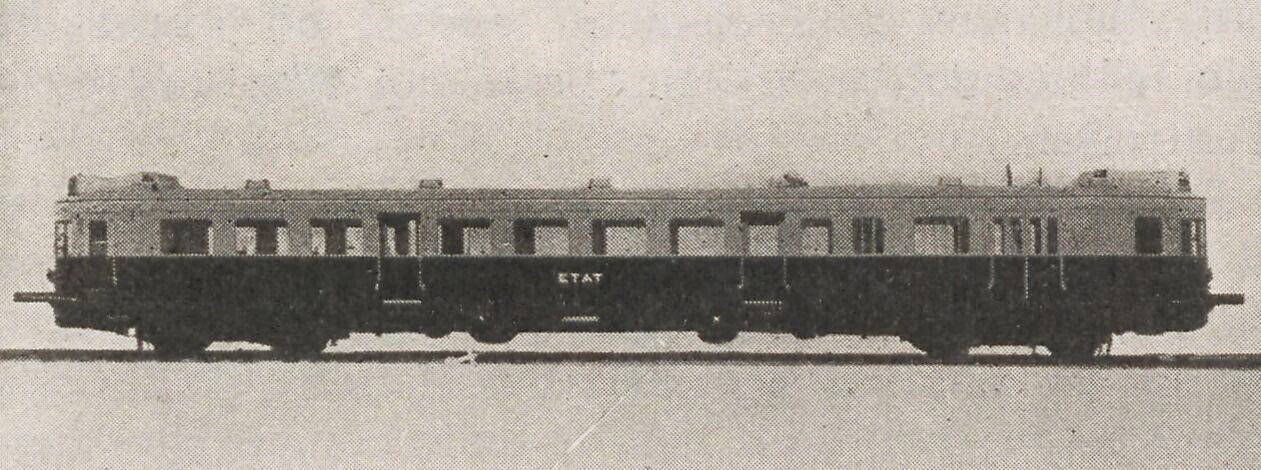
Vierachsiger Typ 4 N der ETAT

Die vier Triebwagen des Typs 4 N waren mit 23,07 m die längsten aller Paulines, wie der Typ 3 N wiesen sie zwei zweiachsige Drehgestelle auf. Die ÈTAT, die bereits vier Fahrzeuge des Typs 2 bis erworben hatte, bestellte 1933 zwei 4 N und 1934 zwei weitere, die zwischen 1935 und 1937 ausgeliefert und in Betrieb genommen wurden. Die als ZZy 24311 bis 24314 bezeichneten Triebwagen erreichten mit einer Leistung von 280 PS, verteilt auf zwei Dieselmotoren, eine Höchstgeschwindigkeit von 115 km/h. Ihre Masse belief sich auf 31,6 t, sie wiesen 75 Sitzplätze auf. Bei der SNCF wurden sie als ZZC 1101 bis 1104 bezeichnet.
Im Jahr 1946 wurden die Motoren dieser Fahrzeuge ausgebaut. Fortan wurden sie unter den Nummern XR 4131 bis 4134 als Beiwagen für Dieseltriebwagen eingesetzt und vor 1962 abgestellt.

## Ende
Jean-Raoul Paul hatte mit dem Leichtbau und der aerodynamischen Gestaltung der Paulines noch keinen Umbruch eingeleitet. Er hatte die Unbeweglichkeit der Bürokratie und des Verkehrsministeriums sowie das Beharrungsvermögen der Eisenbahningenieure unterschätzt. Sie alle misstrauten der Verwendung von Duraluminium, dem sie eine mangelnde Stoßfestigkeit unterstellten, und erachteten den Stahlbau als einzige Garantie für Sicherheit und Beständigkeit von Eisenbahnfahrzeugen. Nur 28 Paulines und deren Prototyp verkehrten insgesamt auf den französischen Gleisen.
Kein Exemplar dieser ersten französischen Dieseltriebwagen blieb erhalten. Der zunächst für den musealen Erhalt vorgesehene XC 11006 des Typs 2 bis wurde 1979 verschrottet.